# Agents of Oblivion
Agents of Oblivion war eine Rockband aus Louisiana, die sich nach der Auflösung von Acid Bath gegründet hatte. Mit Dax Riggs als Frontmann beinhaltete ihr Sound Elemente aus Swamp Rock, Psychedelic Rock, Stoner Rock, Folk Rock und Blues Rock.

## Geschichte
Nach dem Tod von Audie Pitre entschied sich Dax Riggs, eine langsamere Band zu gründen. Daraus wurde dann Daisyhead & The Mooncrickets. Jedoch war damit nur die Basis gelegt für das, was noch kommen sollte.
Kurz darauf wurde Agents of Oblivion gegründet. Die Band bestand unter anderem aus den beiden ehemaligen Acid Bath Mitgliedern Riggs und Mike Sanchez.
Die Band veröffentlichte 2000 ein selbstbetiteltes Album, löste sich jedoch bald danach wieder auf. Ihre Musik war eine Mischung aus Dax’ früherer Band und Einflüssen von T. Rex und einem frühen David Bowie. In krassem Gegensatz dazu standen die morbiden und düsteren Texte. Mit Dead Girl befand sich auch ein Acid-Bath-Lied auf dem Album.
Riggs formierte nach der Auflösung Deadboy and the Elephantmen mit Chuck Pitre. Alex Bergeron schloss sich später an und führte Riggs’s Post-Deadboy Solo-Schaffen weiter.

## Diskografie
- Agents of Oblivion (2000)